# جان بول روسيون
جان بول روسيون (بالفرنسية: Jean-Paul Roussillon)‏
```
(و. 
1931
 – 
2009
 
م
)
[
3
]
 هو 
ممثل
، وممثل مسرحي، وممثل أفلام من 
فرنسا
 . ولد في 
باريس
 .
[
4
]
 تولى منصب Sociétaires of the Comédie-Française .
```

توفي في بورجندي .بسبب سرطان الرئة .

## التعليم
تعلم في CNSAD

## روابط خارجية
- جان بول روسيون على موقع IMDb (الإنجليزية)
- جان بول روسيون على موقع ألو سيني (الفرنسية)
- جان بول روسيون على موقع أول موفي (الإنجليزية)
- جان بول روسيون على موقع قاعدة بيانات الأفلام السويدية (السويدية)
- جان بول روسيون على موقع قاعدة بيانات الفيلم (الإنجليزية)
- جان بول روسيون على موقع كينوبويسك (الروسية)